# Albin Pelak
Albin Pelak (* 9. dubna 1981) je bývalý bosenský fotbalista.

## Reprezentační kariéra
Albin Pelak odehrál za bosenský národní tým v letech 2002–2005 celkem 2 reprezentační utkání.

## Statistiky
| Bosna a Hercegovina | Bosna a Hercegovina | Bosna a Hercegovina |
| Roky                | Záp.                | Góly                |
| ------------------- | ------------------- | ------------------- |
| 2002                | 1                   | 0                   |
| 2003                | 0                   | 0                   |
| 2004                | 0                   | 0                   |
| 2005                | 1                   | 0                   |
| Celkem              | 2                   | 0                   |